# Long Stretch of Love
Long Stretch of Love è un singolo del gruppo country statunitense Lady Antebellum, pubblicato nel 2015 ed estratto dall'album 747.

## Tracce
- Download digitale

1. Long Stretch of Love – 2:51

## Formazione
- Hillary Scott
- Charles Kelley
- Dave Haywood